# روبن أوربيلي
روبن أبارجوفيتش أوربيلي (26 يناير 1880 - 9 ماي 1943) (بالأرمنية: Ռուբեն Աբգարի Օրբելի)‏, (بالروسية: Рубен Абгарович Орбели)‏ هو عالم آثار ومؤرخ روسي. اشتهر بأنه مؤسس علم الآثار تحت الماء (underwater archeology) السوفييتي.

## مسيرته
ولد من عائلة نبيلة في نخجوان بالإمبراطورية الروسية سنة 1880. أكمل روبن أوربيلي تعليمه الثانوي في تبليسي. 
ذهب للدراسة في جامعة سانت بطرسبرغ سنة 1903، ثم أصبح أستاذا بالجامعة في القانون. من 1904 إلى 1906 عمل أوربيلي في مجتمع القضاة ثم انتخب عضوا في المجتمع القانوني في جامعة سانت بطرسبرغ. خلال هذه الفترة تم إرساله إلى ألمانيا لتطوير معارفه.
في عام 1918 أصبح أوربيلي واحدا من مؤسسي جامعة تامبوف الحكومية.